# 船橋利實
船橋利實（1960年11月20日—），是一位日本的政治人物，自由民主黨所屬的眾議院議員之一，在黨內的派系為麻生派。

## 外部連結
- ふなはし利実オフィシャルWEBサイト （页面存档备份，存于） （日語）